# Jan Kowal
Jan Kowal (* 8. Juli 1967 in Zakopane) ist ein ehemaliger polnischer Skispringer.

## Werdegang
Kowal, der für WKS Legia Zakopane startete, gab am 30. Dezember 1983 sein Debüt im Skisprung-Weltcup. In seinem ersten Springen in Oberstdorf im Rahmen der Vierschanzentournee 1983/84 konnte er jedoch nur den 75. Platz erreichen. Auch die weiteren Springen der Tournee verliefen erfolglos. Bei der Nordischen Skiweltmeisterschaft 1985 in Seefeld in Tirol sprang Kowal auf den 63. Platz von der Normal- und den 57. Platz von der Großschanze. Am 24. März 1986 konnte er von der Großschanze in Planica erstmals mit einem 12. Platz Weltcup-Punkte gewinnen. Bei der Nordischen Skiweltmeisterschaft 1987 in Oberstdorf erreichte er von der Normalschanze den 14. und von der Großschanze den 41. Platz. Kowal gehörte kurz darauf zum Aufgebot für die Olympischen Winterspiele 1988 in Calgary. Dort sprang er von der Großschanze auf den 37. Platz. Von der Normalschanze lag er am Ende punktgleich mit dem Franzosen Didier Mollard auf dem 34. Platz. Im Auftaktspringen zur Weltcup-Saison 1988/89 konnte Kowal in Lake Placid mit dem 7. Platz das beste Einzelresultat seiner Karriere erreichen. Nach weiteren Platzierungen in den Punkterängen belegte er am Ende den 34. Platz in der Weltcup-Gesamtwertung.
Bei Polnischen Meisterschaften war Kowal sowohl im Einzel, als auch im Team für WKS Zakopane sehr erfolgreich. So gewann er im Einzel sieben Meistertitel, davon vier von der Normalschanze und drei von der Großschanze. In den Jahren 1989 und 1991 konnte er alle drei Wettbewerbe gewinnen und reiht sich so in die Liste der erfolgreichsten Athleten bei nationalen Meisterschaften ein.
Da er nach der Saison 1988/89 international erfolglos blieb und in den Folgejahren weder im Weltcup noch bei den Weltmeisterschaften vordere Platzierungen erreichen konnte, beendete Kowal 1993 seine aktive Skisprungkarriere.

## Erfolge

### Europacup-Siege im Einzel
| Nr. | Datum         | Ort     | Typ           |
| --- | ------------- | ------- | ------------- |
| 1.  | 23. März 1989 | Szczyrk | Normalschanze |

## Statistik

### Weltcup-Platzierungen
| Saison  | Platz | Punkte |
| ------- | ----- | ------ |
| 1985/86 | 59.   | 04     |
| 1986/87 | 78.   | 02     |
| 1988/89 | 34.   | 21     |

### Vierschanzentournee-Platzierungen
| Saison  | Platz | Punkte |
| ------- | ----- | ------ |
| 1983/84 | 88.   | 222,7  |
| 1984/85 | 27.   | 646,6  |
| 1985/86 | 57.   | 400,7  |
| 1986/87 | 50.   | 425,0  |
| 1987/88 | 24.   | 651,1  |
| 1988/89 | 40.   | 630,5  |
| 1989/90 | 83.   | 165,5  |
| 1990/91 | 64.   | 144,1  |
| 1991/92 | 57.   | 217,5  |